# Neunhofen
Neunhofen is een dorp in de Duitse gemeente Neustadt an der Orla in het Saale-Orla-Kreis in Thüringen. Het wordt voor het eerst genoemd in een oorkonde uit 1071.  Tot 1994 was het een zelfstandige gemeente.